# Kürtőskalács

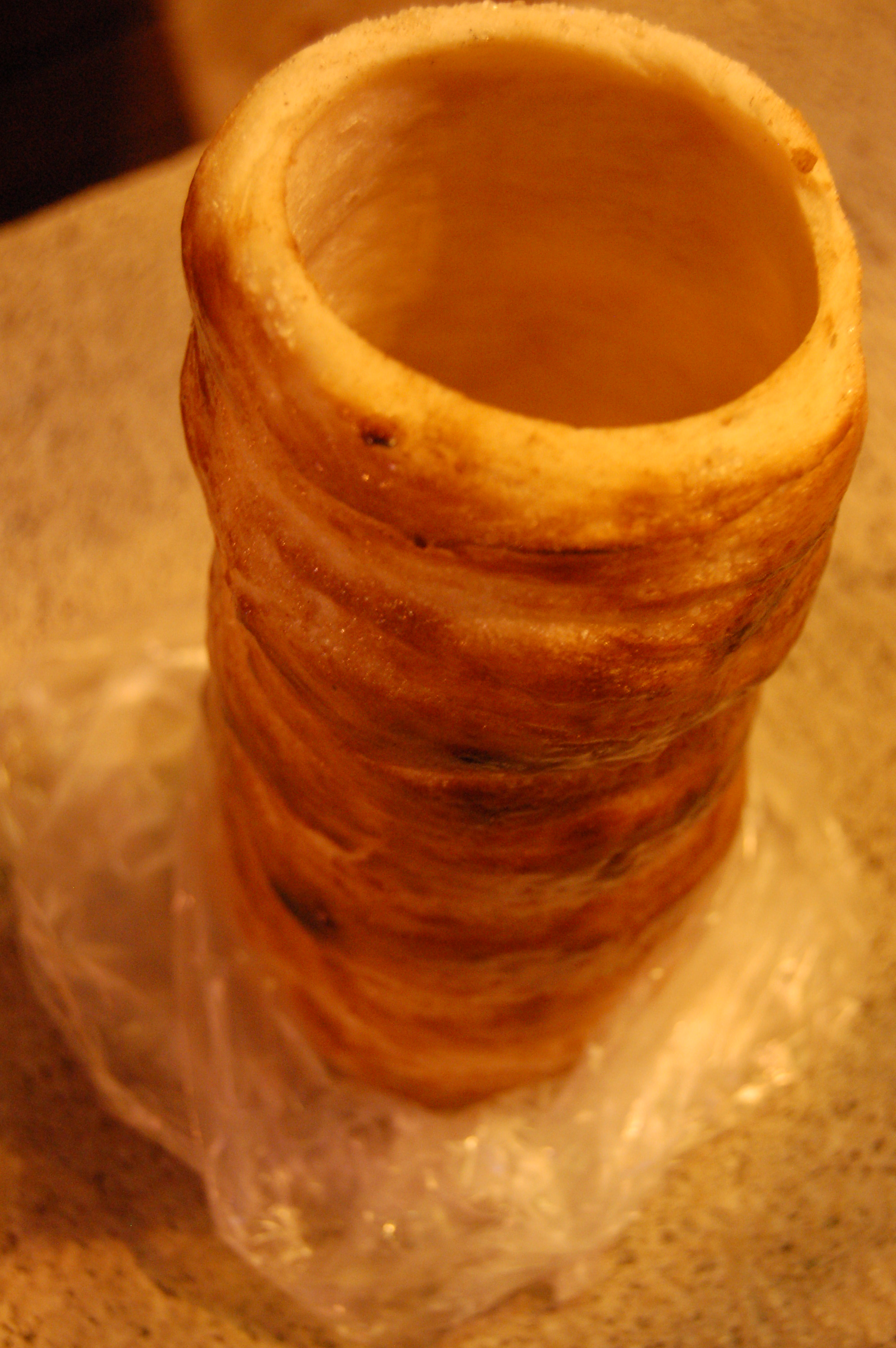
Kürtőskalács

Kürtőskalács is de Hongaarse naam voor een traditionele zoete lekkernij uit Transsylvanië/Zevenburgen. In Nederland wordt het vaak "koek op stok" genoemd.
Dit traditionele gerecht wordt op een eigenaardige manier bereid: het zoet gekruide deeg, vaak met kaneel, wordt fijn uitgespreid en om een kegelvormige stok (bakhout) gewikkeld, die dan boven het smeulende houtvuur gehouden wordt om te bakken. Ook kan men er walnoten, amandelen, vanillesuiker, cacao of kokos overheen doen die gemengd zijn met suiker. Door het boven de houtskool te draaien wordt de koek gebakken en de suiker gekaramelliseerd.
Kürtőskalács wordt in Roemenië algemeen verkocht bij bakkers, banketbakkers en straatverkopers, tijdens carnaval, op boulevards, enzovoorts.